# Elacatinus redimiculus
Elacatinus redimiculus is een straalvinnige vissensoort uit de familie van grondels (Gobiidae). De wetenschappelijke naam van de soort is voor het eerst geldig gepubliceerd in 2007 door Taylor & Akins.